# Thomas Jordier
Thomas Jordier (né le 12 août 1994 à Noisy-le-Sec) est un athlète français, spécialiste du 400 mètres.

## Carrière sportive
Son club est le Tremblay AC. En 2011, il devient champion de France cadet et porte le record de France cadet à 47 s 27. Il remporte cette même année la médaille de bronze du relais suédois des championnats du monde jeunesse. Champion de France junior en 2012, il remporte en 2013 la médaille de bronze du 400 m lors des championnats d'Europe juniors de Rieti, en 46 s 21, signant un nouveau record national junior. Il décroche un nouveau titre de champion de France junior en 2013. 
En début de saison 2014, il établit le nouveau record de France espoir en salle du 400 m en 46 s 68. Il participe en août 2014 aux championnats d'Europe, à Zurich, et termine au pied du podium du relais 4 × 400 m (avec Mame-Ibra Anne, Teddy Venel et Mamoudou Hanne), échouant à 4/100e de seconde de la médaille de bronze.
En 2015, Thomas Jordier remporte le relais 4 × 400 m des championnats d'Europe par équipes, à Tcheboksary, aux côtés de Mame-Ibra Anne, Mamoudou Hanne et Teddy Venel. Il participe aux championnats d'Europe espoirs à Tallin en Estonie, et décroche le titre du 400 m en portant son record personnel à 45 s 50.
Le 26 juin 2016, il obtient sa qualification aux Championnats d'Europe d'Amsterdam grâce à son titre de champion de France en 45 s 72.
Le 20 février 2021, il devient champion de France en salle à Miramas, en s'imposant sur le 400 m, avec un temps de 46 s 13, devant Nicolas Courbière.
Il participe aux Jeux olympiques de Tokyo en 400 m.
Le 20 août 2022, il remporte la médaille de bronze du relais 4 x 400 m lors des championnats d'Europe de Munich en compagnie de Gilles Biron, Loïc Prévot et Téo Andant.
Il est sélectionné pour les Jeux olympiques de Paris 2024 en tant que remplaçant pour le 4x400 m hommes et pour le 4x400 m mixte,.

## Carrière professionnelle
En février 2023, Thomas Jordier intègre la police nationale en tant que « réserviste opérationnel ».

## Vie privée
Début juin 2016, Thomas Jordier devient père de son premier enfant.
Il se marie le 20 août 2024 avec Camille Yalouz 

## Palmarès

### International
| Date | Compétition                       | Lieu              | Résultat | Épreuve        | Temps         |
| ---- | --------------------------------- | ----------------- | -------- | -------------- | ------------- |
| 2011 | Championnats du monde cadets      | Villeneuve-d'Ascq | 3e       | Relais suédois | 1 min 51 s 81 |
| 2013 | Championnats d'Europe juniors     | Rieti             | 3e       | 400 m          | 46 s 21       |
| 2014 | Championnats d'Europe par équipes | Brunswick         | 1er      | 4 × 400 m      | 3 min 03 s 05 |
| 2014 | Championnats d'Europe             | Zurich            | 3e       | 4 × 400 m      | 2 min 59 s 89 |
| 2015 | Championnats d'Europe par équipes | Tcheboksary       | 1er      | 4 × 400 m      | 3 min 0 s 47  |
| 2015 | Championnats d'Europe espoirs     | Tallinn           | 1er      | 400 m          | 45 s 50       |
| 2015 | Championnats d'Europe espoirs     | Tallinn           | 1er      | 4 x 400 m      | 3 min 04 s 92 |
| 2015 | Championnats du monde             | Pékin             | 6e       | 4 × 400 m      | 3 min 00 s 65 |
| 2017 | Championnats d'Europe en salle    | Belgrade          | 4e       | 4 x 400 m      | 3 min 08 s 99 |
| 2017 | Relais mondiaux de l'IAAF         | Nassau            | 8e       | 4 x 400 m      | 3 min 06 s 33 |
| 2017 | Championnats d'Europe par équipes | Lille             | 5e       | 4 x 400 m      | 3 min 03 s 92 |
| 2017 | Championnats du monde             | Londres           | 8e       | 4 x 400 m      | 3 min 01 s 79 |
| 2018 | Championnats d'Europe             | Berlin            | 4e       | 4 x 400 m      | 3 min 2 s 08  |
| 2019 | Championnats d'Europe en salle    | Glasgow           | 3e       | 4 x 400 m      | 3 min 7 s 71  |
| 2019 | Championnats d'Europe par équipes | Bydgoszcz         | 2e       | 4 x 400 m      | 3 min 2 s 08  |
| 2021 | Championnats d'Europe en salle    | Toruń             | DQ       | 400 m          | —             |
| 2022 | Championnats du monde             | Eugene            | 7e       | 4 × 400 m      | 3 min 1 s 35  |
| 2022 | Championnats d'Europe             | Munich            | 8e       | 400 m          | 45 s 67       |
| 2022 | Championnats d'Europe             | Munich            | 3e       | 4 × 400 m      | 2 min 59 s 64 |

### National
Sur 400 m
- Championnats de France en plein air :
  -  Troisième en 2014
  -  Vainqueur en 2016
  -  Vainqueur en 2018
  -  Vainqueur en 2022

- Championnats de France en salle :
  -  Deuxième en 2013
  -  Vainqueur en 2017
  -  Vainqueur en 2018
  -  Troisième en 2019
  -  Vainqueur en 2021

## Records
| Épreuve | Épreuve   | Performance | Lieu    | Date            |
| ------- | --------- | ----------- | ------- | --------------- |
| 400 m   | Plein air | 45 s 37     | Munich  | 16 août 2022    |
| 400 m   | Salle     | 46 s 06     | Miramas | 18 février 2024 |